# رکسندورف
رکسندورف (به آلمانی: Raxendorf) یک منطقهٔ مسکونی در اتریش است که در ناحیه ملک واقع شده‌است. رکسندورف ۱٬۱۰۱ نفر جمعیت دارد.